# Protestantisches Pfarrhaus (Kirchheim an der Weinstraße)
Das Protestantische Pfarrhaus in Kirchheim an der Weinstraße befindet sich in der örtlichen Weinstraße Nord 8 nördlich der zugehörigen Andreaskirche und ist als Kulturdenkmal eingetragen.
Der zweigeschossige Walmdachbau entstammt dem Spätbarock und wurde im späten 18. Jahrhundert im typischen Pfarrhausstil dieser Zeit erbaut. Das Erdgeschoss sowie die komplette Straßenfront sind in Massivbauweise errichtet und mit scheitrechten Fenstern versehen. Der Rest des Obergeschosses besteht aus Fachwerk. Der Eingang ist ein Rechteckportal mit Oberlichtfenster und befindet sich auf der Hofseite.
Auf der anderen Seite der Hofeinfahrt ist der Eingang zu einem Keller aus Tonnengewölbe, der sich wohl an der Position des älteren Pfarrhauses befindet und bis zum ehemaligen Friedhof der Pfarrkirche reicht. Auf der Ostseite der Kirche wurden am Innenhof in der ersten Hälfte des 19. Jahrhunderts Wirtschaftsgebäude errichtet, die in moderner Zeit ausgebaut und verändert wurden.